# Bahnhof Ōji
Der Bahnhof Ōji (jap. 王子駅, Ōji-eki) ist ein Bahnhof in der japanischen Hauptstadt Tokio, der von den Bahngesellschaften JR East und Tōkyō Metro bedient wird. Er befindet sich im Süden des Bezirks Kita und ist ein Umsteigeknoten zwischen Eisenbahn und U-Bahn; ebenso befindet sich hier eine Straßenbahnhaltestelle.

## Verbindungen
Ōji ist ein Durchgangsbahnhof an der Keihin-Tōhoku-Linie, die von der Bahngesellschaft JR East betrieben wird. Sie verbindet Ōmiya mit Tokio und Yokohama sowie daran anschließend auf der Negishi-Linie mit Ōfuna. Tagsüber fahren die Nahverkehrszüge alle fünf Minuten, während der Hauptverkehrszeit alle drei bis vier Minuten. Somit werden jede Stunde zwischen 12 und 20 Züge angeboten. Im U-Bahnhof Ōji halten Züge der von Tōkyō Metro betriebenen Namboku-Linie, die Meguro mit Akabane-iwabuchi verbindet. Die Züge verkehren tagsüber alle drei bis vier Minuten, während der Hauptverkehrszeit alle zwei bis drei Minuten. An den Endstationen bestehen Durchbindungen zur Tōkyū Meguro-Linie nach Hiyoshi bzw. zur Saitama-Schnellbahnlinie nach Urawa-misono.
An der Nordostseite des Bahnhofs befindet sich die Haltestelle der Toden-Arakawa-Linie, einer vom Verkehrsamt der Präfektur Tokio betriebenen Straßenbahnlinie, die von Minowabashi nach Waseda führt und dabei das Stadtzentrum halbringförmig umrundet. In beiden Richtungen verkehren die Straßenbahnen tagsüber alle sechs bis sieben Minuten, während der Hauptverkehrszeit alle drei bis fünf Minuten. Die Haltestelle trägt den Namen Ōji-ekimae (王子駅前, „vor dem Bahnhof Ōji“). Der Busterminal auf dem nördlichen Bahnhofsvorplatz ist ein bedeutender Knotenpunkt des lokalen und regionalen Busverkehrs. Von dort aus verkehren über zwei Dutzend Linien der Gesellschaften Kokusai Kyōgyō Bus, Tōbu Bus Central, Toei Bus und Hitachi Motor Transport. Hinzu kommen zahlreiche Fernbuslinien verschiedener Anbieter.

## Anlage
Der Bahnhof steht im äußersten Süden des Stadtteils Ōji nahe der Grenze zum Stadtteil Takinogawa, die beide zum Bezirk Kita gehören. Die von Südosten nach Nordwesten ausgerichtete Anlage von JR East befindet sich auf einem gemauerten Viadukt, zwischen dem Asukayama-Park an der Westseite und dem kanalisierten Fluss Shakuji an der Westseite. Sie umfasst sieben Gleise; davon werden zwei von hier haltenden Zügen der Keihin-Tōhoku-Linie genutzt, die an einem überdachten Mittelbahnsteig liegen. Die übrigen Gleise werden von Zügen der Tōhoku-Hauptlinie und der Takasaki-Linie genutzt, die hier ohne Halt durchfahren. Das nordwestliche Ende des Bahnsteigs überbrückt die Nationalstraße 122; hier befindet sich auch das Empfangsgebäude mit dem Haupteingang. Ein weiterer Zugang am südöstlichen Ende ermöglicht über einen Personentunnel eine Verbindung zum angrenzenden Wohnviertel.
Unter dem Bahnhofsvorplatz an der Nordseite (bzw. dem Busterminal) ist der U-Bahnhof der Namboku-Linie zu finden. Er umfasst zwei Gleise an einem mit Bahnsteigtüren ausgestatteten Mittelbahnsteig. Von der Verteilerebene aus besteht auch eine direkte Verbindung zum angrenzenden Kulturzentrum Hokutopia, das 1990 auf dem Gelände des nicht mehr genutzten Güterbahnhofs errichtet wurde. Auf dem schmalen Landstreifen zwischen der Nebenstraße an der Nordostseite des Bahnhofs und dem Shakuji befindet sich die ebenerdige Straßenbahnhaltestelle der Toden-Arakawa-Linie, bestehend aus zwei überdachten Seitenbahnsteigen. Darüber verläuft auf einem weiteren Viadukt die Trasse der Schnellfahrstrecke Tōhoku-Shinkansen.
Im Fiskaljahr 2019 nutzten durchschnittlich 127.423 Fahrgäste täglich den Bahnhof. Davon entfielen 63.882 auf JR East und 63.541 auf Tōkyō Metro.

## Bilder

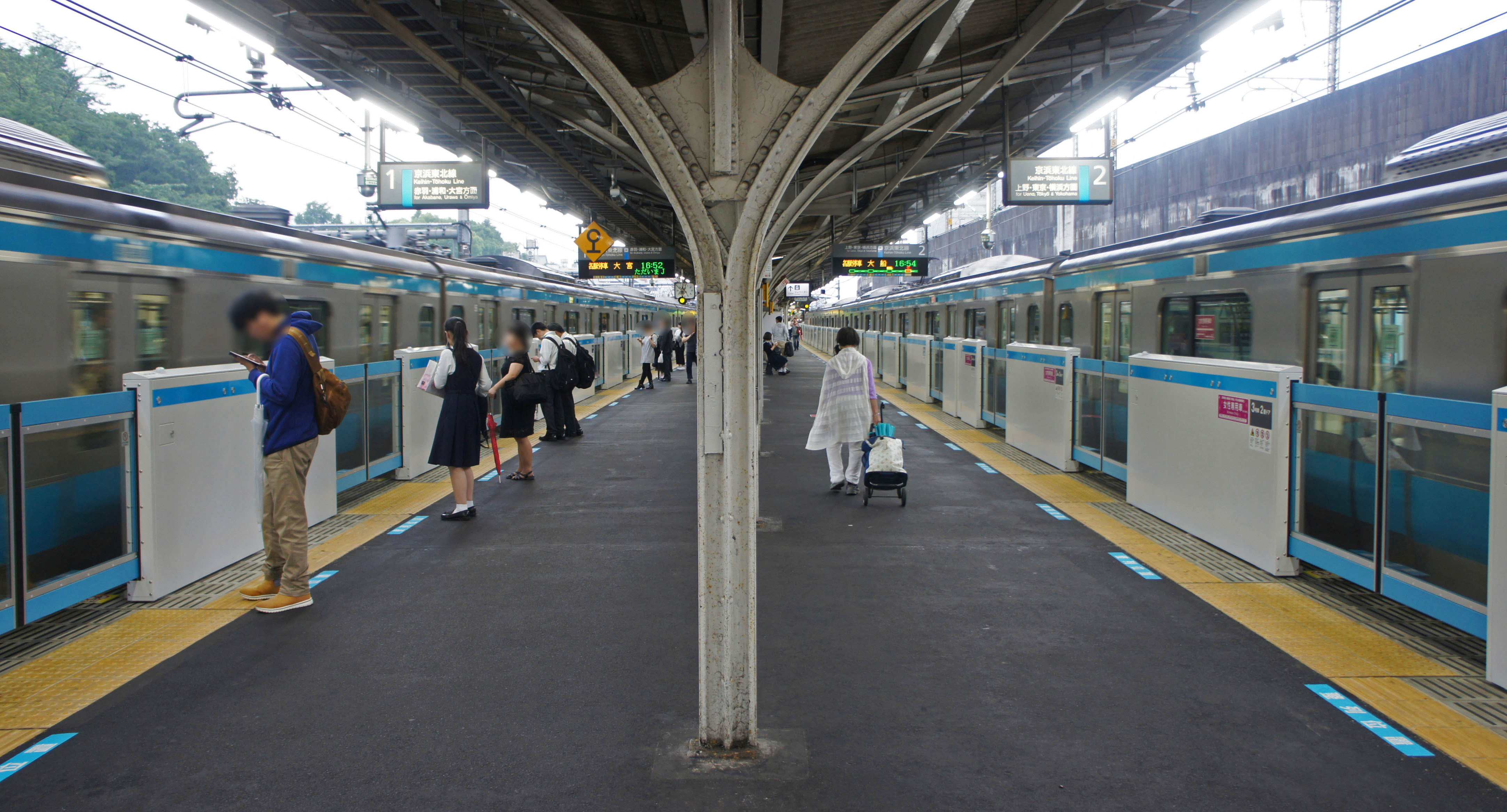
Bahnsteig von JR East
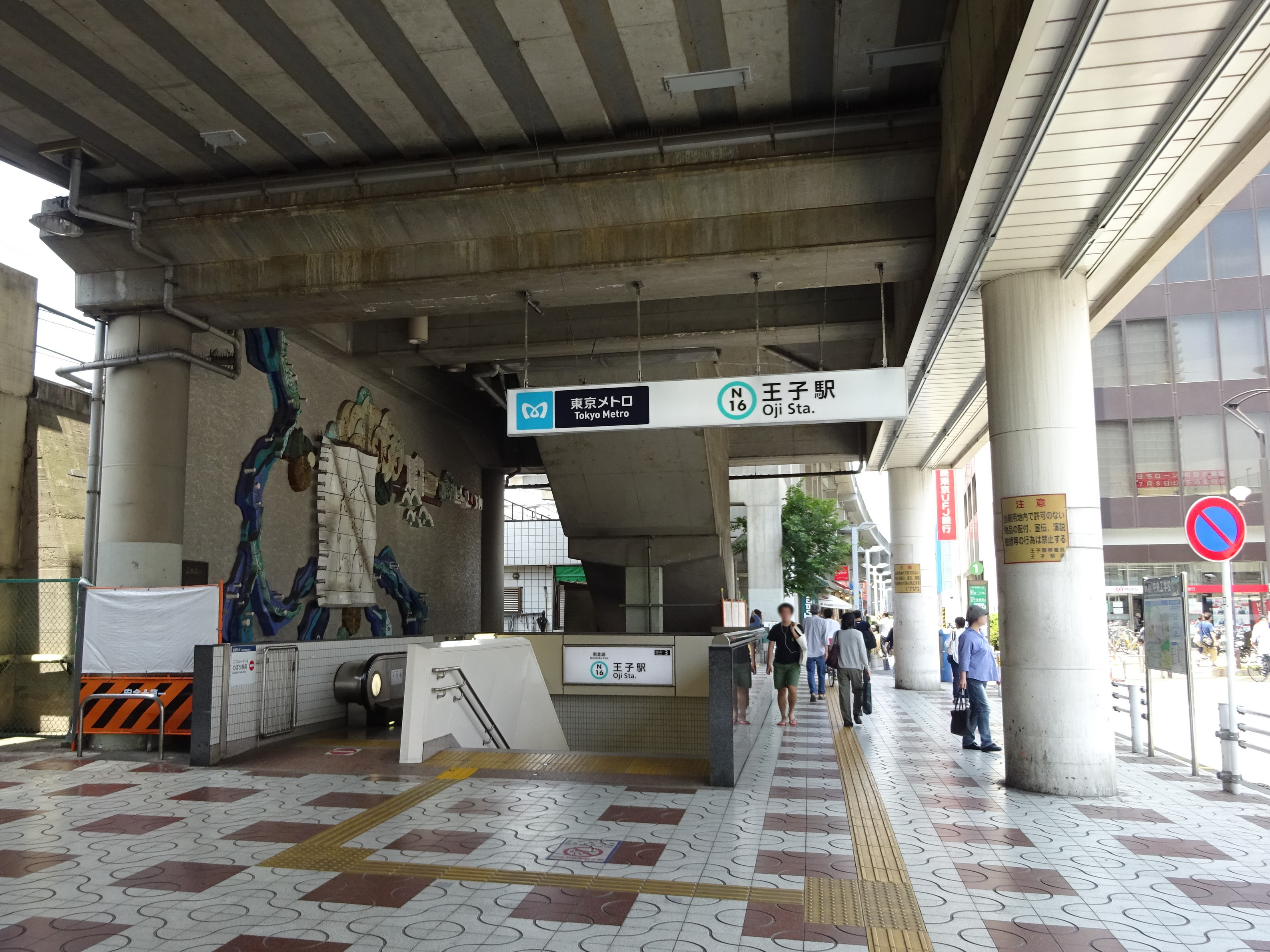
Zugang zur U-Bahn
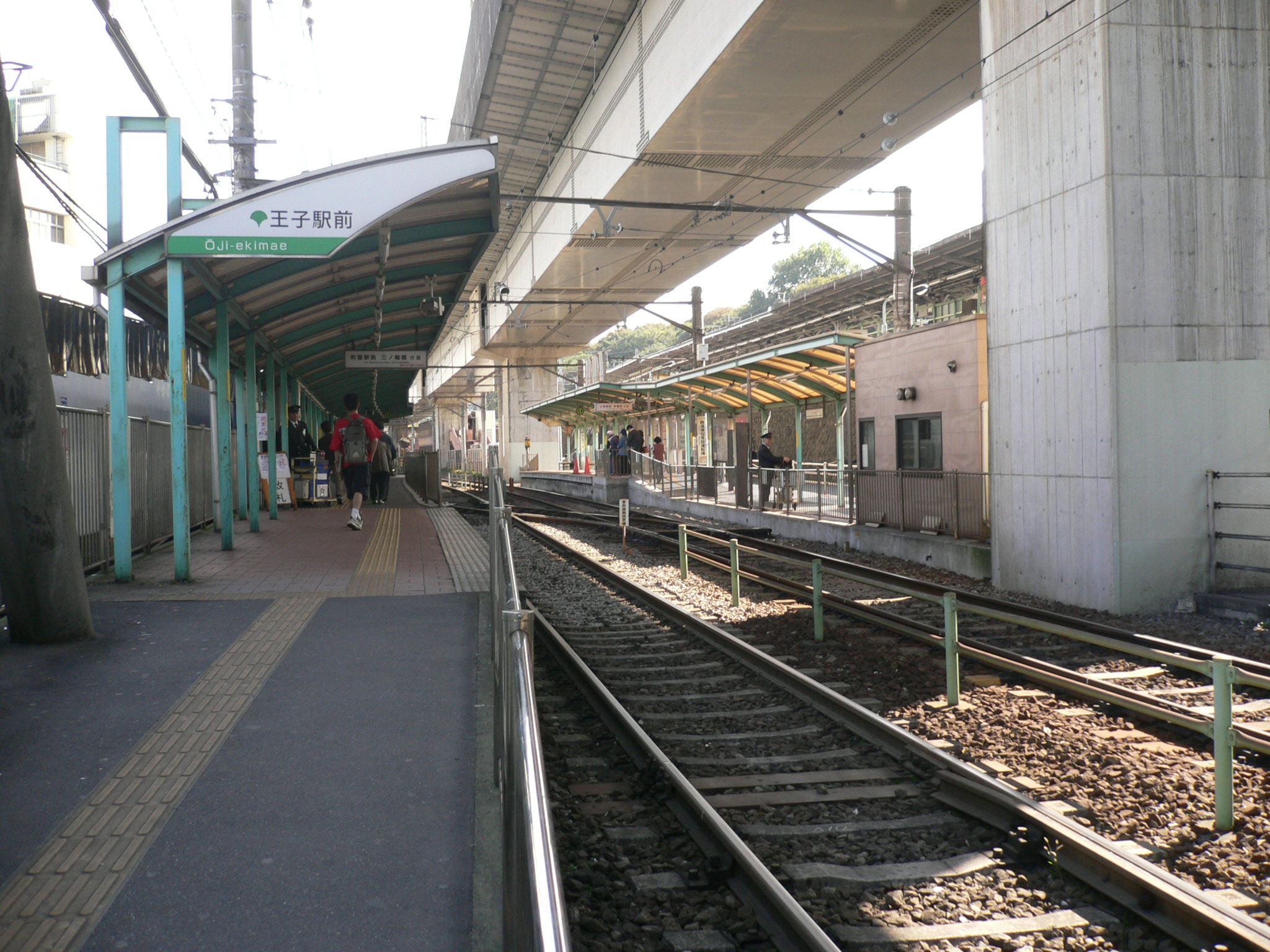
Haltestelle der Straßenbahn, darüber der Shinkansen-Viadukt
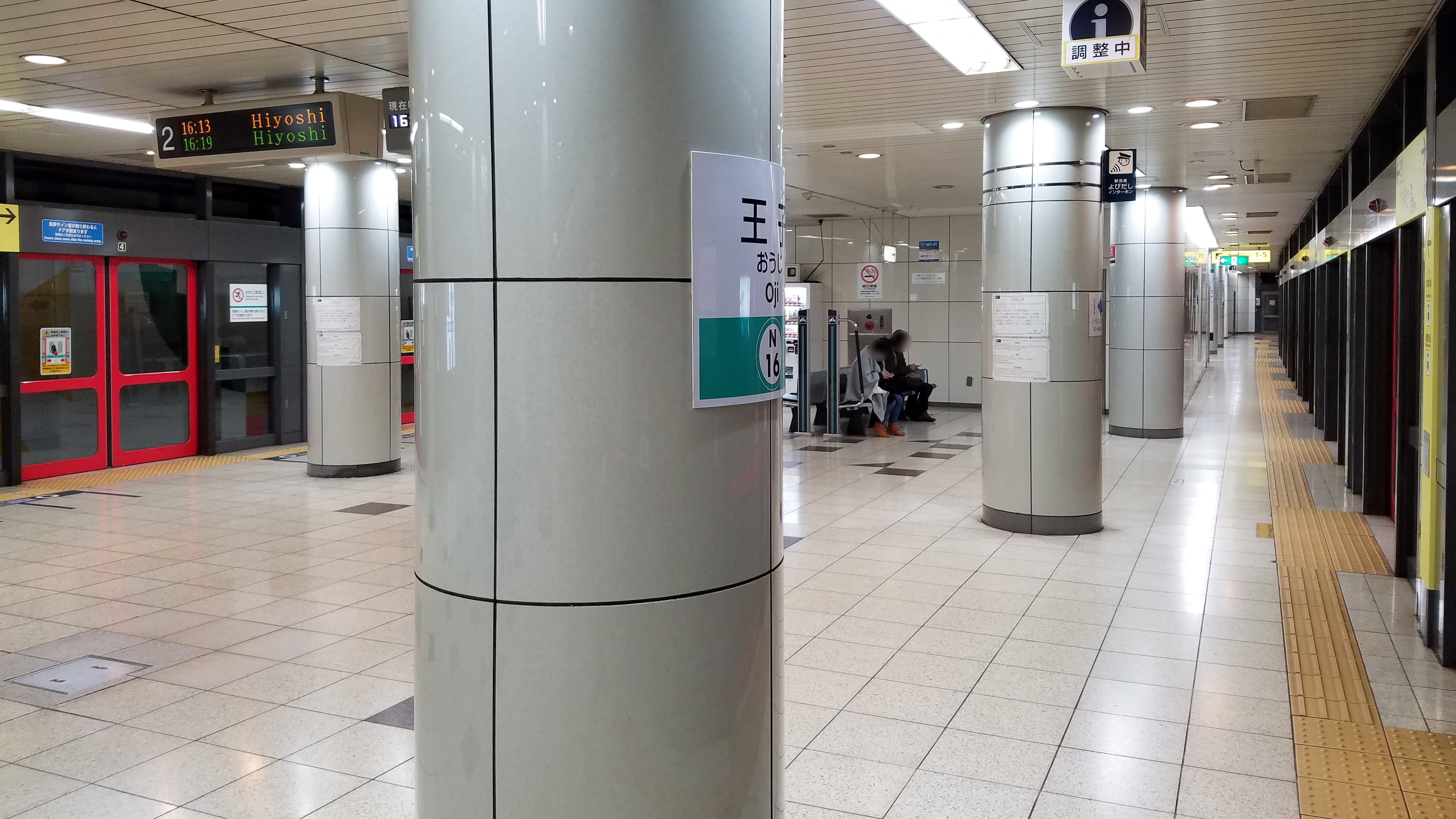
U-Bahnhof

## Gleise
JR East:
| 1 | ▉ Keihin-Tōhoku-Linie | Akabane • Urawa • Ōmiya                        |
| 2 | ▉ Keihin-Tōhoku-Linie | Ueno • Tokio • Shinagawa • Kawasaki • Yokohama |

Tōkyō Metro:
| 1 | Namboku-Linie | Akabane-iwabuchi • Higashi-Kawaguchi • Urawa-misono |
| 2 | Namboku-Linie | Komagome • Ichigaya • Meguro • Hiyoshi              |

## Linien
| Verlauf der Keihin-Tōhoku-Linie / Negishi-Linie |
| --- |
| Ōmiya • Saitama-Shintoshin • Yono • Kita-Urawa • Urawa • Minami-Urawa • Warabi • Nishi-Kawaguchi • Kawaguchi • Akabane • Higashi-Jūjō • Ōji • Kami-Nakazato • Tabata • Nishi-Nippori • Nippori • Uguisudani • Ueno • Okachimachi • Akihabara • Kanda • Tokyo • Yūrakuchō • Shimbashi • Hamamatsuchō • Tamachi • Takanawa Gateway • Shinagawa • Ōimachi • Ōmori • Kamata • Kawasaki • Tsurumi • Shin-Koyasu • Higashi-Kanagawa • Yokohama • Sakuragichō • Kannai • Ishikawachō • Yamate • Negishi • Isogo • Shin-Sugita • Yōkōdai • Kōnandai • Hongōdai • Ōfuna |

## Geschichte
Die Nippon Tetsudō, Japans erste private Eisenbahngesellschaft, eröffnete den Bahnhof am 28. Juli 1883, zusammen mit dem Streckenabschnitt zwischen Ueno und Bahnhof Kumagaya. Ōji gehört somit zu den ältesten Bahnhöfen an der Tōhoku-Hauptlinie. Als Folge des Eisenbahnverstaatlichungsgesetzes ging er am 1. November 1906 an das Eisenbahnamt (das spätere Eisenbahnministerium) über. Am 17. April 1915 erhielt der Bahnhof einen Anschluss ans Straßenbahnnetz der Ōji Denki Kidō (Vorgänger der heutigen Toden-Arakawa-Linie). Mit der Inbetriebnahme einer zusätzlichen elektrifizierten Doppelspur verlängerte das Eisenbahnministerium am 1. Februar 1928 die Keihin-Tōhoku-Linie über die bisherige Endstation Tokio hinaus nach Akabane. Aufgrund der gleichzeitig durchgeführten betrieblichen Trennung von Nah- und Fernverkehrsstrecken im urbanen Bereich hatte dies zur Folge, dass die Züge der Tōhoku-Hauptlinie seither nicht mehr in Ōji halten.
Aus Rationalisierungsgründen stellte die Japanische Staatsbahn am 15. Februar 1982 den Güterumschlag ein, am 14. März 1985 auch die Gepäckaufgabe. Im Rahmen der Staatsbahnprivatisierung ging der Bahnhof am 1. April 1987 in den Besitz der neuen Gesellschaft JR East über. Die U-Bahn-Gesellschaft Eidan (heute Tōkyō Metro) nahm am 29. November 1991 den ersten Abschnitt der Namboku-Linie von Akabane-iwabuchi über Ōji nach Komagome in Betrieb. Im März 2009 wurde bei einer Kontrolle festgestellt, dass seit mehr als 40 Jahren Abwässer in den nahe gelegenen Shakujii-Fluss fließen. Grund dafür war ein Konstruktionsfehler beim Anschluss der Rohre einer am Südeingang installierten Toilette an eine Regenwasserleitung im Jahr 1966. Die darauf folgenden Reparaturarbeiten waren einen Monat später abgeschlossen. Im Februar 2019 stattete JR East die Bahnsteige mit Bahnsteigtüren aus.